# Aloe bellatula
Aloe bellatula är en grästrädsväxtart som beskrevs av Gilbert Westacott Reynolds. Aloe bellatula ingår i aloesläktet som ingår i familjen grästrädsväxter.
Artens utbredningsområde är Madagaskar. Inga underarter finns listade i Catalogue of Life.

## Bildgalleri

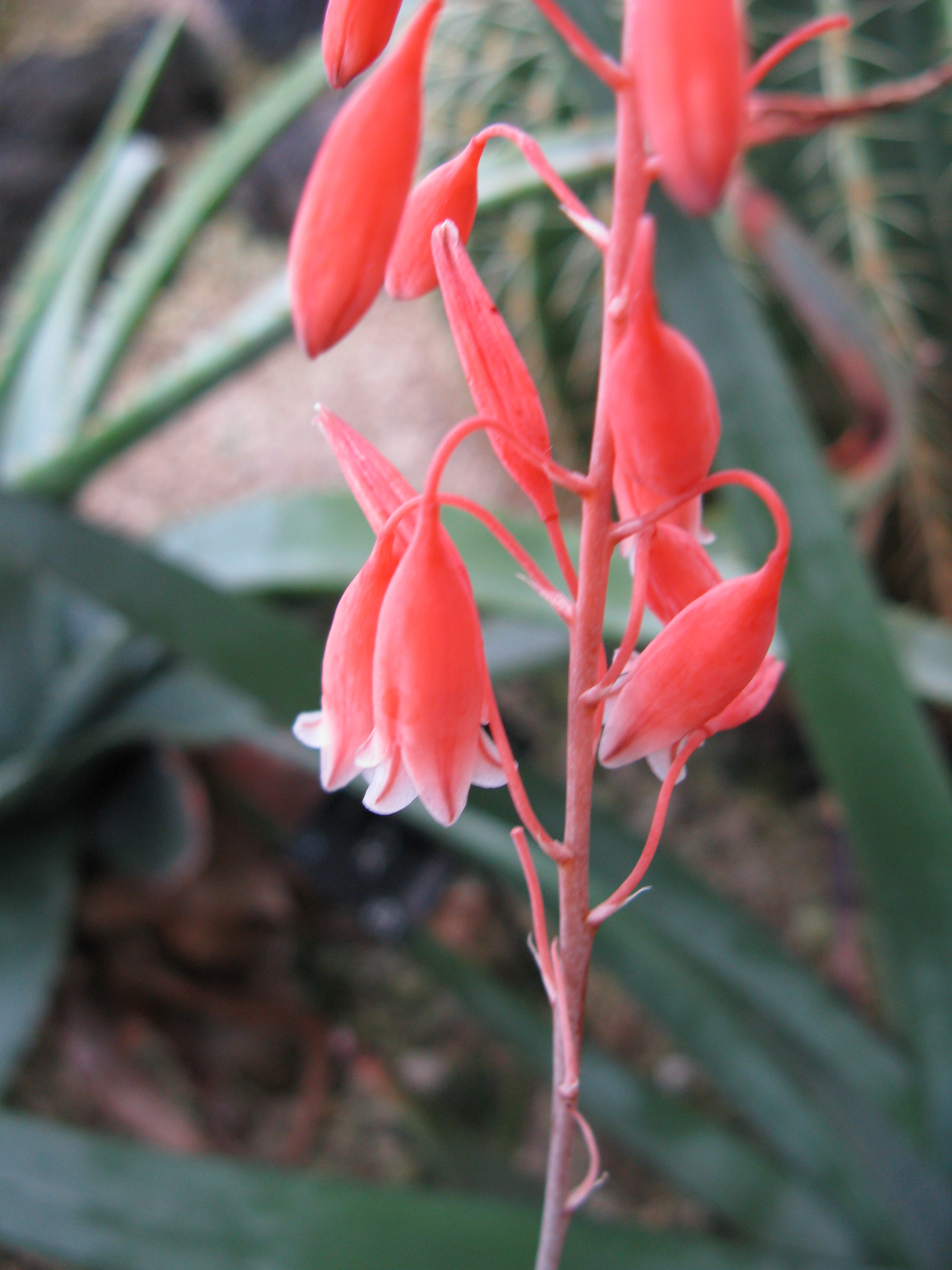
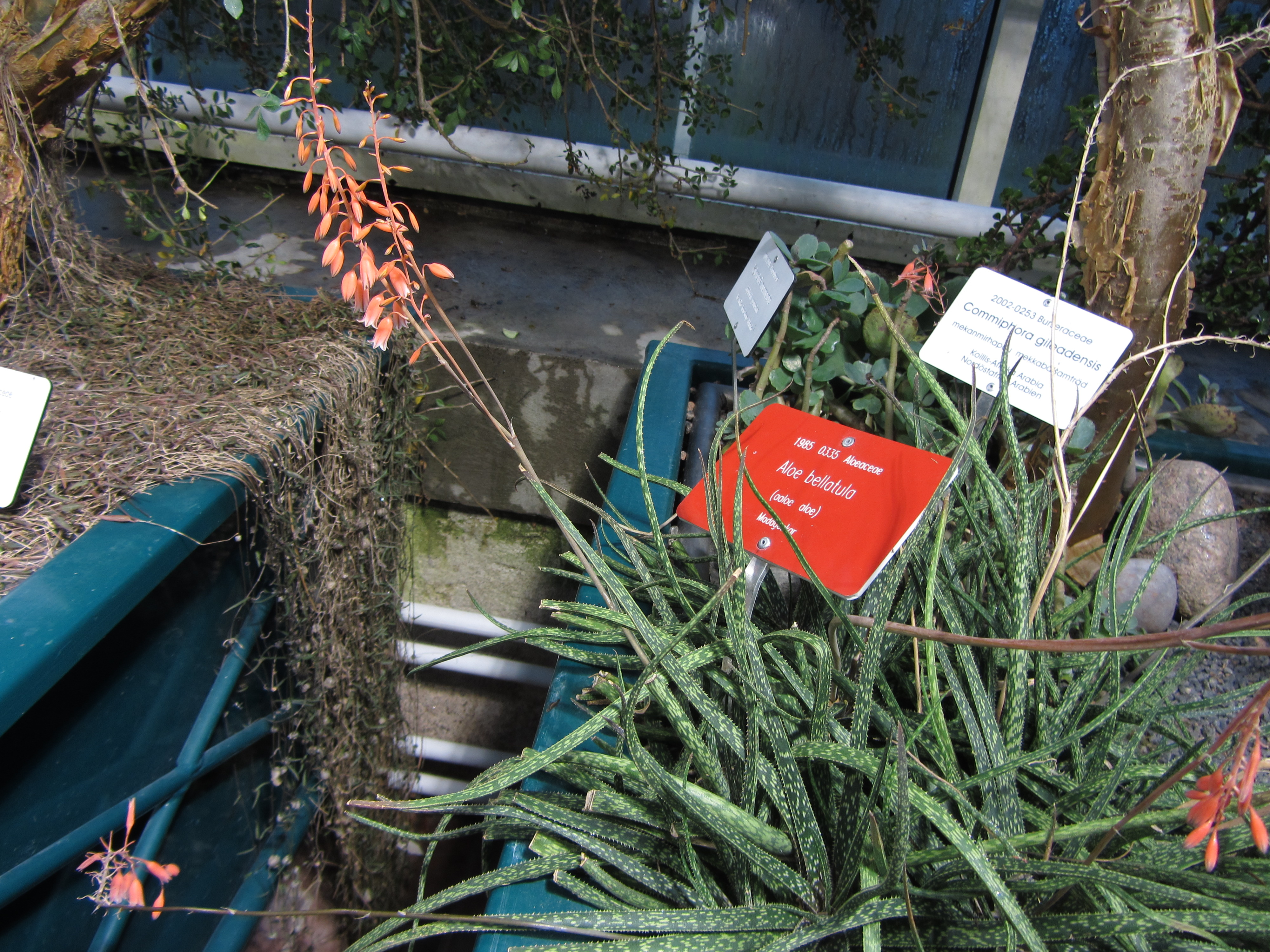
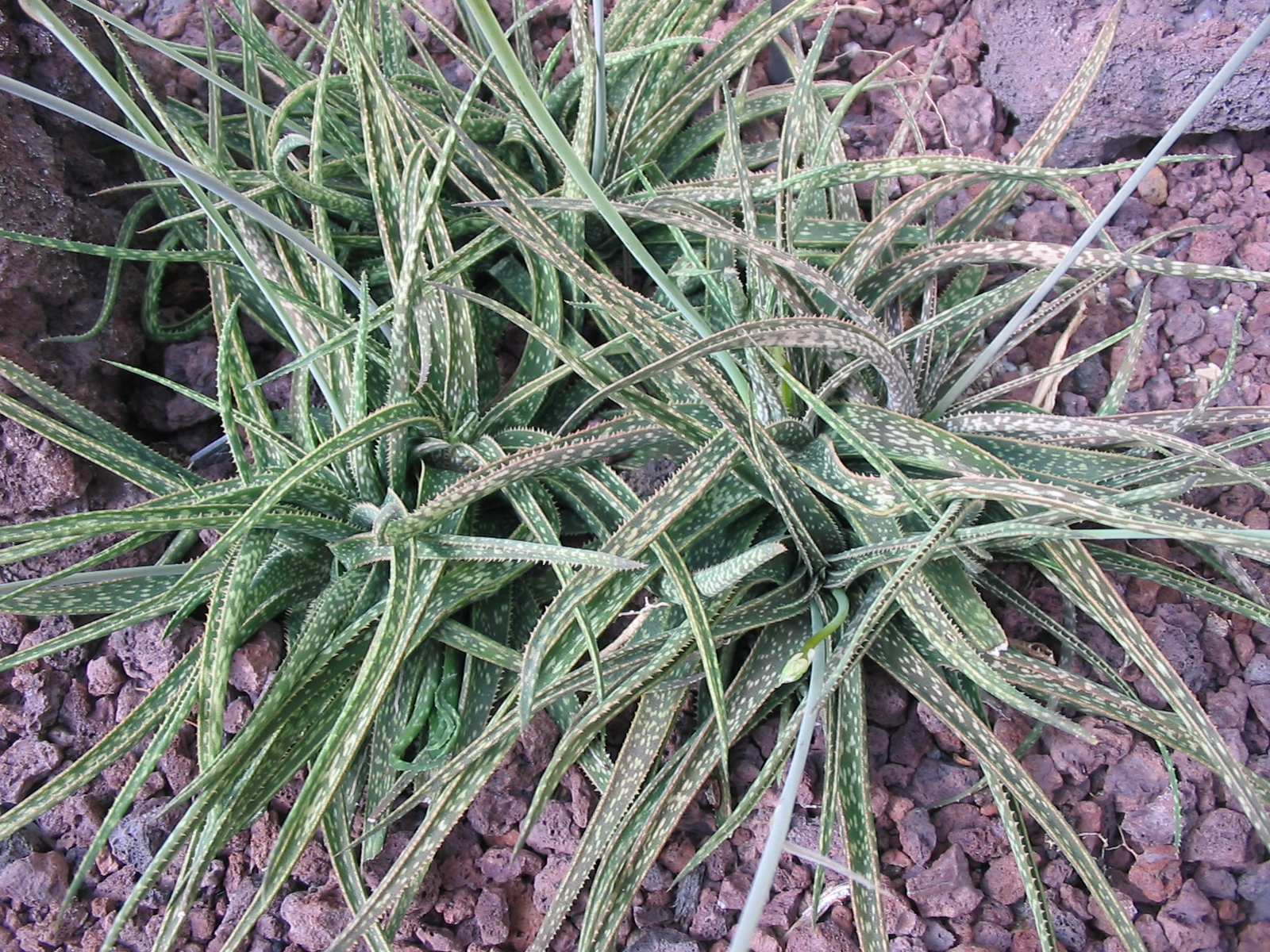